# أحمد عوض (لاعب كرة قدم)
أحمد عوض (بالسويدية: Ahmed Awad)‏ (ولد في 1 يونيو 1992) هو لاعب كرة قدم سويدي فلسطيني، يلعب منذ عام 2014 لصالح نادي دلكورد السويدي والمنتخب الفلسطيني لكرة القدم.

## حياته
ولد لعائلة فلسطينية تعود أصولها إلى مدينة طبريا، وهاجرت إلى السويد قادمة من مخيم خان الشيح في ريف دمشق.

## مسيرته الكروية

### مع الأندية
نشأ عوض في نادي براغي السويدي، وانتقل إلى نادي دلكورد عام 2011. في 2013 انتقل إلى نادي فارنامو، الذي لعب له لعام واحد فقط، عاد بعده إلى ناديه السابق دلكورد. في موسم 2015 سجل 11 هدفاً وصنع 12 أخرى ليقود ناديه للصعود إلى دوري الدرجة الثانية السويدي.

### مع المنتخب
باعتباره ذو أصول فلسطينية، أتيحت له الفرصة للمشاركة مع المنتخب الفلسطيني، الذي أستدعي إليه في مارس 2016، في المباراة التي خسرها المنتخب أمام نظيره الإماراتي بنتيجة 2-0 يوم 24 مارس 2016 والتي شاهدها من على دكة الاحتياط. بعد المباراة منعته القوات الإسرائيلية من دخول الأراضي الفلسطينية رفقة المنتخب لأسباب مجهولة. في 29 مارس 2016، خاض أولى مبارياته الدولية ، في المباراة الأخيرة ضمن التصفيات الآسيوية المؤهلة لكأس العالم 2018، ضد منتخب تيمور الشرقية، ونجح بتسجيل الهدف السادس من بين سبعة أهداف أحرزها المنتخب الفلسطيني في المباراة التي انتهت بنتيجة 7-0.

## روابط خارجية
- أحمد عوض على موقع اتحاد السويد (السويدية)
- أحمد عوض على موقع قاعدة بيانات كرة القدم.إي يو (الإنجليزية)
- أحمد عوض على موقع ناشيونال فوتبول تيمز (الإنجليزية)
- أحمد عوض على موقع Soccerway.com (الإنجليزية)
- أحمد عوض على موقع عالم كرة القدم.نت (الإنجليزية)